# Onthophagus acuticollis
Onthophagus acuticollis är en skalbaggsart som beskrevs av Gillet 1927. Onthophagus acuticollis ingår i släktet Onthophagus och familjen bladhorningar. Utöver nominatformen finns också underarten O. a. sakishimanus.